# Program genealogiczny

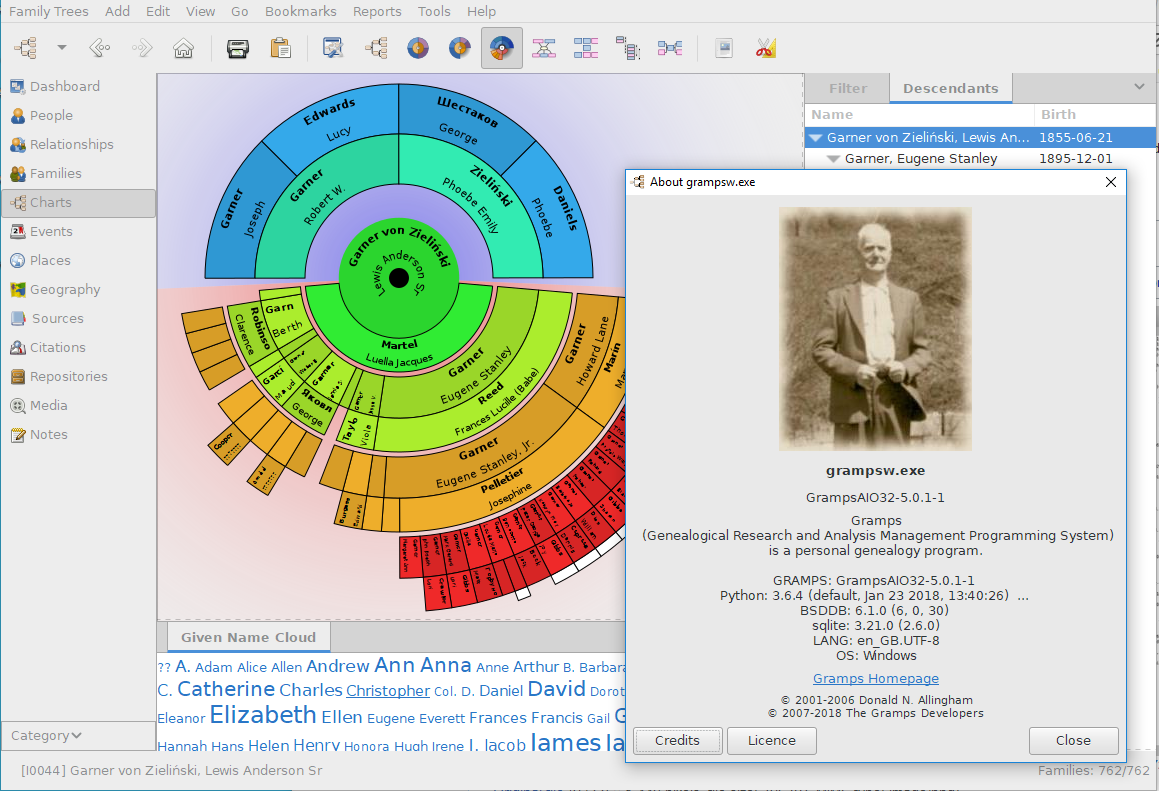
Okno anglojęzycznej wersji programu Gramps – na przykładowym formularzu osoby można umieszczać nie tylko podstawowe dane (imiona, daty urodzenia/śmierci itd.), ale również wzmianki o wydarzeniach z jej życia, zdjęcia i praktycznie każdą informację jej dotyczącą.

Program genealogiczny – program komputerowy służący do tworzenia genealogicznych baz danych.
Programy genealogiczne są dzisiaj powszechnie stosowanymi narzędziami informatycznymi, które pozwalają znacznie szybciej i sprawniej opracować drzewo genealogiczne niż w erze przedinformatycznej, kiedy to stosowano fiszki i duże płachty papieru. Obsługa programu polega na tworzeniu bazy danych, tzw. rekordów opisujących osoby, a następnie łączeniu ich za pomocą relacji – małżeństwo, rodzicielstwo, rodzeństwo itd.
Rekordy zawierają szereg pól, w tym pola podstawowe, jak imię i nazwisko, płeć, daty i miejsca urodzenia i śmierci, a także rozmaite pola dodatkowe, znacznie bardziej szczegółowo opisujące daną osobę (→ fakt genealogiczny). Niektóre programy zawierają sztywno zdefiniowany zakres pól, inne pozwalają użytkownikowi tworzyć własne pola. Coraz częściej wykorzystywane są też multimedia, dzięki możliwości dołączania fotografii, plików dźwiękowych, a nawet filmów wideo.
Drzewo genealogiczne, czyli zestaw rekordów połączonych relacjami, może być sukcesywnie rozwijane w długim przedziale czasu, zachowując na każdym etapie należytą aktualność i funkcjonalność. W przypadku dużych baz istotne są narzędzia wyszukiwawcze, które pozwalają szybko dotrzeć do rekordów wyspecyfikowanych za pomocą rozmaitych kryteriów. W ten sposób można łatwo określić informacje, wymagające dalszych poszukiwań (np. osoby bez wpisanej daty urodzenia) oraz wychwycić błędy czy podejrzane wpisy w bazie, wynikające z błędnych bądź źle wprowadzonych informacji (np. małżeństwo między rodzeństwem, zbyt młody wiek do zawarcia małżeństwa, itp.).

## Źródła informacji
Źródłami informacji jest przede wszystkim pamięć rodziny i rozmaite prywatne zapiski, ale bardziej zaawansowani użytkownicy korzystają także ze źródeł, które pozwalają pozyskać informacje niemożliwe do odtworzenia z pamięci, jak księgi metrykalne, herbarze, słowniki biograficzne, spisy ludności, rejestry emigracyjne, książki adresowe i telefoniczne, inskrypcje nagrobne, urzędowe dokumentacje metrykalne.
W Internecie rozwijane są od wielu lat komputerowe bazy danych, zawierające niekiedy setki milionów wpisów (dominują tutaj instytucje amerykańskie, a wyróżniają się bazy tworzone przez The Jesus Christ of Latter-day Saints, czyli mormonów), które pozwalają dotrzeć do wielu informacji o przodkach. Niektóre są płatne, inne darmowe, jeszcze inne oferują ograniczony zakres wyszukiwania bez opłaty i poszerzone narzędzia wyszukiwawcze w ramach abonamentu.

## Prezentacja danych
Baza może funkcjonować nie tylko w samym programie genealogicznym – obecnie kluczowe znaczenie mają techniki prezentowania i wymiany danych, takie jak:
- wewnętrzne raporty, tworzone z aplikacji – dane zawarte w bazie mogą być zaprezentowane (i wydrukowane) na wiele sposobów, w zależności od oprogramowania. Poza "standardowymi" wydrukami drzewa genealogicznego spotkać można diagramy obrazujące np. wszystkich potomków konkretnej osoby, wszystkich jej przodków, fiszkę konkretnej osoby, zawierającą komplet informacji zgromadzonych na jej temat i wiele innych raportów. Do raportów bywają dołączone funkcje dodatkowe, takie jak np. kalkulator stopnia pokrewieństwa czy podsumowanie bazy danych (np. liczba osób spełniających określone kryteria). W części aplikacji, opartych na wolnych licencjach (np. w programie Gramps), istnieje możliwość samodzielnego tworzenia raportów przy użyciu języków skryptowych.
- eksport do postaci witryny internetowej – baza danych może być automatycznie zapisana w postaci zestawu dokumentów HTML, powiązanych ze sobą w sposób odzwierciedlający relacje w bazie, co umożliwia zaprezentowanie własnego drzewa genealogicznego na forum publicznym.
- eksport do postaci standardowego pliku w formacie GEDCOM, o ściśle ustalonej składni, który jest "największym wspólnym mianownikiem"co to jest? W matematyce szuka się raczej najmniejszego wspólnego dzielnika... programów genealogicznych – plik bazy danych zapisany w tekstowym formacie GEDCOM w jednym programie genealogicznym może być wczytany do innego programu genealogicznego bez utraty istotnych informacji.

## Lista programów genealogicznych
| nazwa programu                                | rodzaj                            | platforma                         | odpłatność (licencja)                                                  | polonizacja |
| --------------------------------------------- | --------------------------------- | --------------------------------- | ---------------------------------------------------------------------- | ----------- |
| Agelong Tree                                  | aplikacja                         | Microsoft Windows                 | demo                                                                   | jest        |
| Ahnenblatt                                    | aplikacja                         | Microsoft Windows                 | bezpłatny                                                              | jest        |
| Ancestral Quest                               | aplikacja                         | Microsoft Windows                 | demo                                                                   | brak        |
| Ancestris                                     | aplikacja                         | Windows, Mac OS, Linux            | bezpłatny                                                              | jest        |
| Ancestry.com                                  | aplikacja webowa (wspólna domena) | przeglądarka internetowa          | - Basic – bezpłatny - Premium – płatny                                 | brak        |
| Brothers Keeper                               | aplikacja                         | Microsoft Windows                 | shareware                                                              | jest        |
| Cumberland Family Tree                        | aplikacja                         | Microsoft Windows                 | płatny                                                                 | brak        |
| Drzewo Genealogiczne II                       | aplikacja                         | Microsoft Windows                 | płatny                                                                 | jest        |
| Drzewo Przodków                               | aplikacja                         | Microsoft Windows                 | płatny                                                                 | jest        |
| Family Historian                              | aplikacja                         | Microsoft Windows                 | płatny                                                                 | brak        |
| Family Tree Builder                           | aplikacja                         | Microsoft Windows                 | bezpłatny                                                              | jest        |
| Family Tree Maker                             | aplikacja                         | Microsoft Windows                 | płatny                                                                 | brak        |
| Fzip Family Tree                              | aplikacja                         | Microsoft Windows                 | płatny                                                                 | jest        |
| GenDesigner                                   | aplikacja                         | Microsoft Windows                 | płatny                                                                 | jest        |
| GenealogyJ                                    | aplikacja                         | Java                              | bezpłatny                                                              | jest        |
| Genebase                                      | aplikacja webowa (wspólna domena) | przeglądarka internetowa          | bezpłatny                                                              | brak        |
| GeneWeb                                       | aplikacja webowa (skrypt CGI)     | własny serwer                     | bezpłatny                                                              | jest        |
| Geni.com                                      | aplikacja webowa (wspólna domena) | przeglądarka internetowa          | bezpłatny                                                              | brak        |
| Genius Family Tree                            | aplikacja                         | Microsoft Windows                 | płatny                                                                 | brak        |
| GenoPro                                       | aplikacja                         | Microsoft Windows                 | shareware (do wersji 1.91 freeware, ale zawierał programy szpiegujące) | jest (łata) |
| Gramps                                        | aplikacja                         | Linux, FreeBSD, Microsoft Windows | GNU GPL                                                                | jest        |
| GreatFamily                                   | aplikacja                         | Microsoft Windows                 | demo (do wersji 1.1 freeware)                                          | jest (łata) |
| JSFamilia                                     | aplikacja webowa (skrypt JS)      | przeglądarka internetowa          | freeware                                                               | jest        |
| Legacy Family Tree deLux                      | aplikacja                         | Microsoft Windows                 | płatny                                                                 | brak        |
| Legacy Family Tree Standard                   | aplikacja                         | Microsoft Windows                 | bezpłatny                                                              | brak        |
| MyFamilyTree                                  | aplikacja                         | Mac OS / iOS                      | demo, płatny                                                           | jest        |
| MyHeritage.com                                | aplikacja webowa (wspólna domena) | przeglądarka internetowa          | - Basic – bezpłatny - Premium – płatny                                 | jest        |
| Node.Family                                   | aplikacja webowa (skrypt JS)      | przeglądarka internetowa          | bezpłatny                                                              | jest        |
| ogrodywspomnien.pl                            | aplikacja webowa (wspólna domena) | przeglądarka internetowa          | bezpłatny                                                              | jest        |
| Personal Ancestral File (PAF)                 | aplikacja                         | Microsoft Windows                 | bezpłatny                                                              | jest (łata) |
| PhpGedView                                    | aplikacja webowa (skrypt PHP)     | własny serwer                     | GNU GPL                                                                | jest        |
| Program Genealogiczny                         | aplikacja                         | Microsoft Windows                 | płatny                                                                 | jest        |
| RootsMagic                                    | aplikacja                         | Microsoft Windows                 | płatny                                                                 | brak        |
| The Master Genealogist                        | aplikacja                         | ?                                 | płatny                                                                 | ?           |
| The Next Generation Of Genealogy Sitebuilding | aplikacja webowa (skrypt PHP)     | własny serwer                     | płatny                                                                 | jest (łata) |
| TUFaT                                         | aplikacja webowa (skrypt PHP)     | własny serwer                     | płatny                                                                 | brak        |
| webtrees                                      | aplikacja webowa (skrypt PHP)     | własny serwer                     | bezpłatny                                                              | jest        |
| WikiTree                                      | aplikacja webowa (wspólna domena) | przeglądarka internetowa          | bezpłatny                                                              | jest        |
| WorldConnect                                  | aplikacja webowa (wspólna domena) | przeglądarka internetowa          | ?                                                                      | brak        |

Legenda:
| rodzaj                                    | opis |
| ----------------------------------------- | --- |
| aplikacja                                 | typowa aplikacja użytkowa, zazwyczaj działająca w trybie graficznym, wymagająca uprzedniej instalacji |
| aplikacja webowa (wspólna domena)         | interfejs wykorzystujący przeglądarkę internetową do komunikacji między serwerem a komputerem użytkownika, korzystający z bazy danych on-line; czasem wymaga uprzedniej rejestracji, lecz nie wymaga żadnej instalacji po stronie użytkownika                                                        |
| aplikacja webowa (skrypt CGI, skrypt PHP) | program działający na serwerze, wymagający uprzedniego zainstalowania własnej aplikacji serwerowej (np. Apache) na komputerze lokalnym (do korzystania off-line – 127.0.0.1) bądź na komputerze sieciowym (do korzystania on-line). Czasem wymaga także instalacji aplikacji bazodanowej (np. MySQL) |
| aplikacja webowa (skrypt JS)              | program działający on-line lub off-line w przeglądarce internetowej, oparty na JavaScript i JScript, zazwyczaj nie wymagający instalacji poza skopiowaniem plików |
| platforma                                 | opis |
| Microsoft Windows, Linux itp.             | program działający na jednym z systemów operacyjnych należących do wskazanej rodziny (obsługiwane wersje podawane są w specyfikacji programów na ich stronie internetowej) |
| Java                                      | program napisany w języku Java, czyli w praktyce niezależny od systemu operacyjnego, wymagający zainstalowanego w systemie środowiska uruchomieniowego Javy (JRE) |
| przeglądarka internetowa                  | program działający w przeglądarce internetowej, co do zasady niezależnie od systemu operacyjnego, w którym działa przeglądarka (obsługiwane wersje przeglądarek podawane są w specyfikacji skryptów na ich stronie internetowej)                                                                     |

## Inne programy
Do stworzenia tablic genealogicznych można również wykorzystać inne programy, takie jak procesory i edytory tekstów (zob. wykonanie), programy graficzne, a nawet arkusze kalkulacyjne, czy programy do tworzenia prezentacji. W wymienionych programach można wykorzystać również zestawy gotowych grafik do tworzenia drzew genealogicznych.
Ponadto, w pracy genealoga wykorzystuje się specjalne komputerowe kalkulatory i przeliczniki, w szczególności do przeliczania dat z kalendarza juliańskiego na gregoriański, odnajdywania określonego dnia w kalendarzu (dzień tygodnia, święta stałe i ruchome) i obliczania wieku probanta w określonej chwili (ślubu, poczęcia dziecka, zgonu itp.).